# L'Europe buissonnière
L'Europe buissonnière est le premier roman d'Antoine Blondin publié en 1949 aux éditions Jean Froissart et ayant reçu le prix des Deux Magots l'année suivante.

## Historique
Le roman est inspiré de l'expérience de l'auteur de la période de STO subie dans une usine de caoutchouc synthétique en Autriche entre 1943 et 1944.

## Éditions
- Éditions Jean Froissart, 1949.
- Éditions de la Table ronde, 1953.